# Sven Vermant
Sven Vermant (Lier, 1973. április 4. –) belga válogatott labdarúgó, edző.

## Sikerei, díjai
- Club Brugge
  - Belga bajnok: 1995–96, 1997–98
  - Belga kupa: 1994–95, 1995–96, 2006–07
  - Belga szuperkupa: 1994, 1994, 1998, 2005
- Schalke 04
  - Német kupa: 2001–02